# 큐티클
큐티클(cuticle) 또는 쿠티쿨라는 유기체 또는 유기체의 일부에 있는 다양하고 단단하지만 유연하며 비무기질적인 외부 덮개로 보호 기능을 제공한다. 다양한 유형의 "큐티클"은 기원, 구조, 기능 및 화학적 조성이 다른 비상동성이다.

## 인체해부학

인간 손발톱의 기본 부분 해부도

인체해부학에서 "큐티클"은 여러 구조를 지칭할 수 있지만, 일반적인 용어로는 손발톱을 둘러싼 두꺼운 피부층(에포니키움)을 지칭하며, 털 줄기를 덮는 겹쳐진 세포의 표피층(모발 큐티클)을 지칭하기도 한다. 이것은 죽은 세포로 구성되어 있으며, 털을 모낭에 고정시킨다. 또한 피부의 바깥층인 표피의 동의어로 사용될 수도 있다.

## 무척추동물의 큐티클
동물학에서 무척추동물의 큐티클 또는 쿠티쿨라는 많은 무척추동물, 특히 절지동물과 선형동물의 표피 외부에 있는 다층 구조로, 외골격을 형성한다( 절지동물의 체벽 참조).
선형동물 큐티클의 주요 구조적 구성 요소는 고도로 가교결합된 아교질과 "큐티클린"으로 알려진 특수한 불용성 단백질을 포함한 단백질과 당단백질 및 지질 (생물학)이다.
절지동물 큐티클의 주요 구조적 구성 요소는 N-아세틸글루코사민 단위로 구성된 다당류인 키틴과 단백질 및 지질이다. 단백질과 키틴은 가교결합되어 있다. 강성은 단백질의 종류와 키틴의 양에 따라 달라진다. 표피 세포가 단백질을 생산하고 큐티클에 통합될 단백질의 시기와 양을 조절한다고 여겨진다.
종종 절지동물의 큐티클에서 나노구조에 의해 생성되는 구조색이 관찰된다. 갈색거저리딱정벌레의 경우, 큐티클 색상은 어두운 개체가 더 옅은 개체에 비해 병원체에 더 강하다는 점에서 병원체 저항성을 시사할 수 있다.

## 식물학

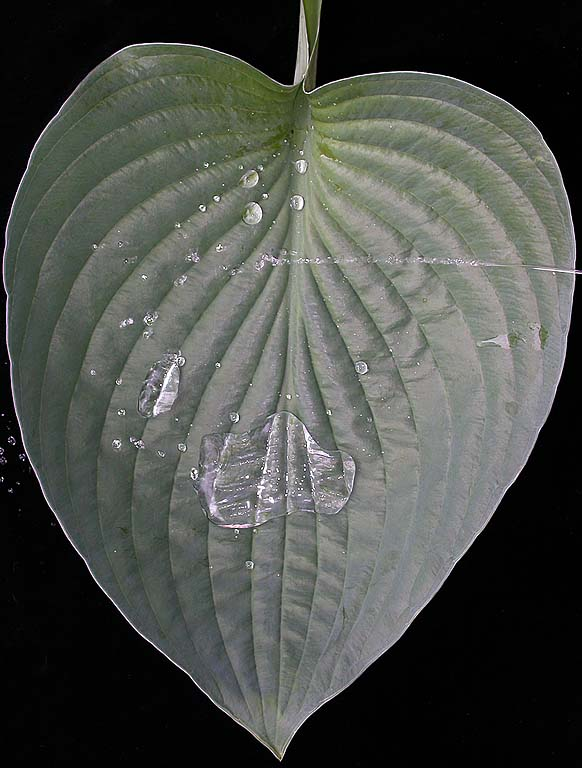
비비추 잎의 식물 큐티클을 덮는 에피큐티클 왁스는 잎을 소수성으로 만든다. 큐티클을 적시지 못하는 물은 구슬처럼 맺혀 흘러내리면서 먼지와 용해성 오염 물질을 함께 씻어낸다. 이 자정 특성은 기술 학술지에서 "초소수성" 또는 "초윤활성"으로 불린다. 더 일반적으로는 연잎 효과로 알려져 있다.

식물학에서 식물 큐티클은 잎, 어린 싹 및 기타 모든 공중 식물 기관의 표피 세포에 의해 생성되는 보호적, 소수성, 왁스질 덮개이다. 큐티클은 수분 손실을 최소화하고 왁스 분비물 덕분에 병원체 침입을 효과적으로 줄인다. 식물 큐티클의 주요 구조적 구성 요소는 큐틴 또는 큐탄이라는 고유한 중합체이며, 왁스가 함침되어 있다. 식물 큐티클은 물과 수용성 물질의 투과 장벽 역할을 한다. 식물 표면이 젖는 것을 방지하고 식물이 건조되는 것을 막는 데 도움이 된다. 건생식물인 선인장과 같은 식물은 건조한 기후에서 생존하는 데 도움이 되는 매우 두꺼운 큐티클을 가지고 있다. 바다의 파도 범위에 사는 식물도 소금의 독성 효과로부터 자신을 보호하는 더 두꺼운 큐티클을 가질 수 있다.
일부 식물, 특히 습한 또는 수생 환경에서 생활하도록 적응된 식물은 습윤에 대한 극도의 저항성을 가지고 있다. 잘 알려진 예는 연꽃이다. 이 적응은 단순히 왁스 코팅의 물리적 및 화학적 효과가 아니라 표면의 미세한 모양에 크게 의존한다. 소수성 표면이 미세 규모, 규칙적이고 돌출된 영역, 때로는 프랙탈 패턴으로 조각될 때, 액체의 표면 장력이 고원 사이의 공간으로 흐름을 허용하기에는 너무 높고 너무 가깝게 배치되어 있다면 액체와 고체 표면 사이의 접촉 면적이 부드러운 표면이 허용할 수 있는 것의 작은 부분으로 줄어들 수 있다. 그 효과는 표면의 습윤을 상당히 감소시킨다.
구조색은 식물의 큐티클에서도 관찰된다(예: "대리석 열매" Pollia condensata)

## 균학
"큐티클"은 버섯의 자실체 또는 "자실체"의 외부 조직 (생물학) 층을 지칭하는 용어 중 하나이다. "균모표피"라는 대안 용어는 "버섯"을 의미하는 "균모"의 "피부"를 의미하는 라틴어이며, 기술적으로 더 선호될 수 있지만 대중적인 사용에는 너무 번거로울 수 있다. 이는 버섯을 "벗겨낼" 때 제거되는 부분이다. 반면에 균학에서의 일부 형태학적 용어는 "균모표피"에 대한 기사에 설명된 것처럼 더 세부적인 구분을 한다. 어쨌든 균모표피(또는 "껍질")는 버섯 또는 유사한 자실체의 내부 육질 조직인 트라마와 포자를 운반하는 조직층인 자실층과는 구별된다.